# Morophaga choragella
Morophaga choragella là một loài bướm đêm thuộc họ Tineidae. Nó được tìm thấy ở châu Âu.

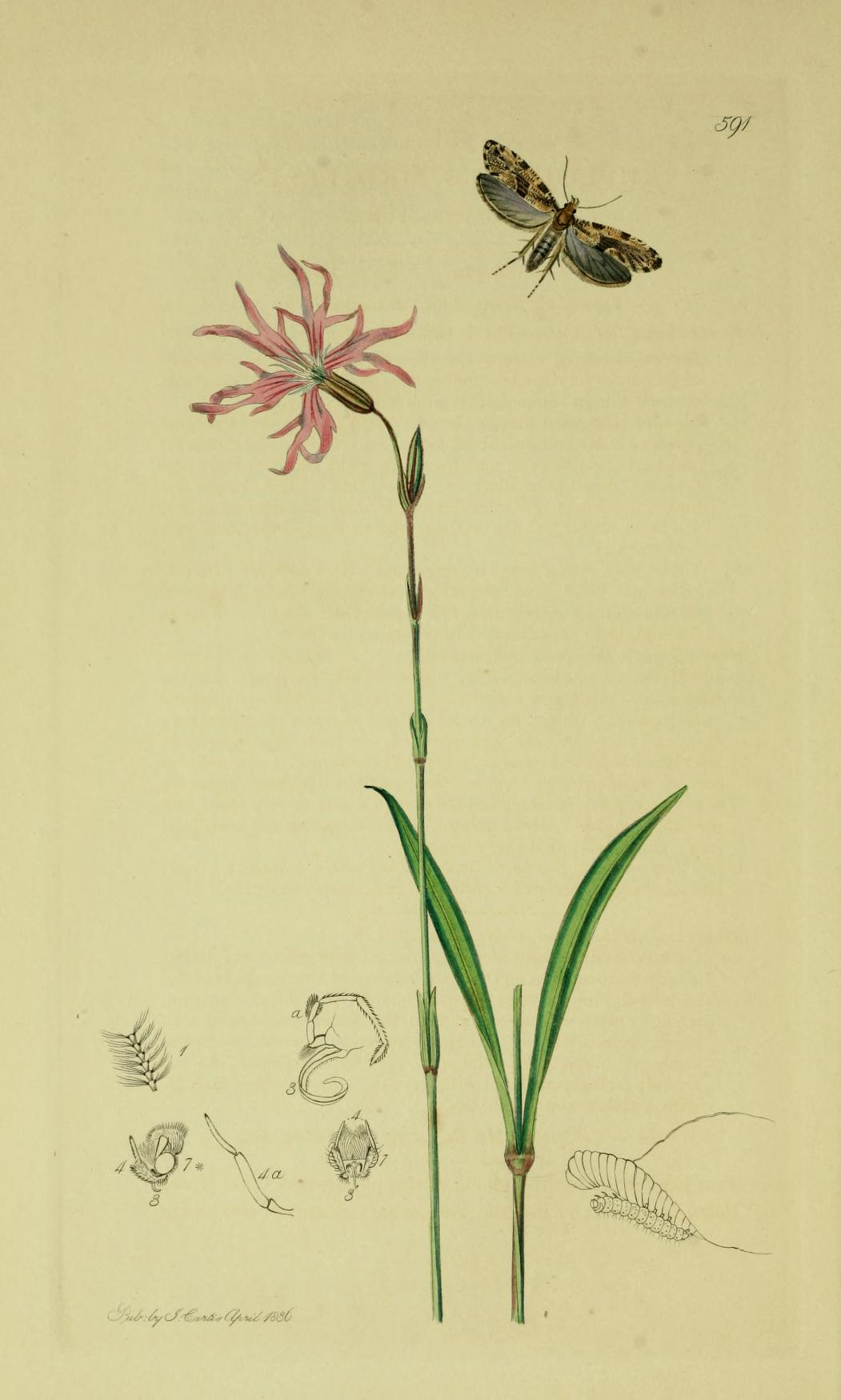
Illustration from John Curtis's British Entomology Volume 6

Sải cánh dài 18–32 mm. Con trưởng thành bay từ tháng 5 đến tháng 9.
Ấu trùng ăn Mushrooms, particularly Piptoporus betulinus và Ganoderma applanatum, và dead wood.

## Hình ảnh

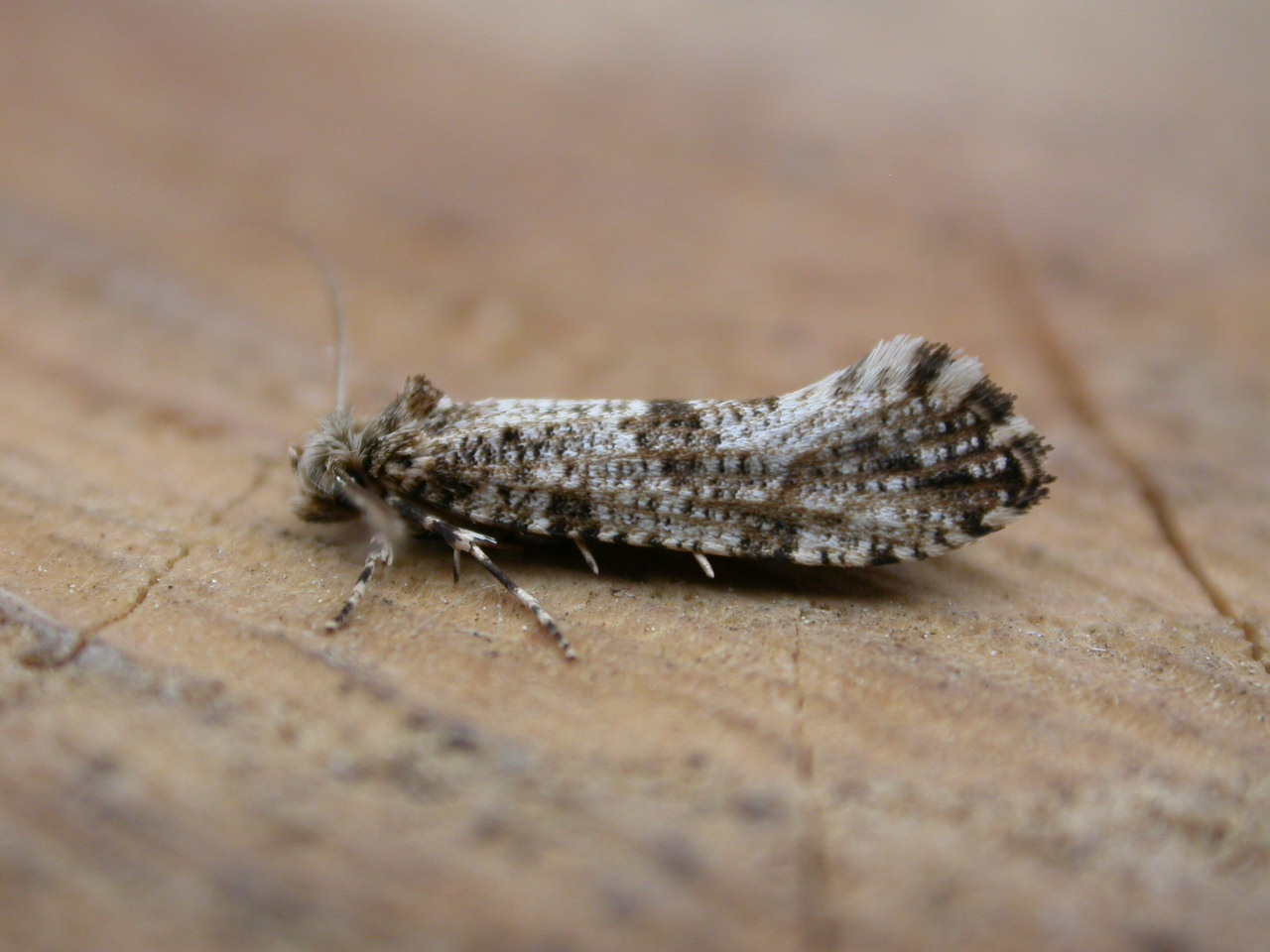
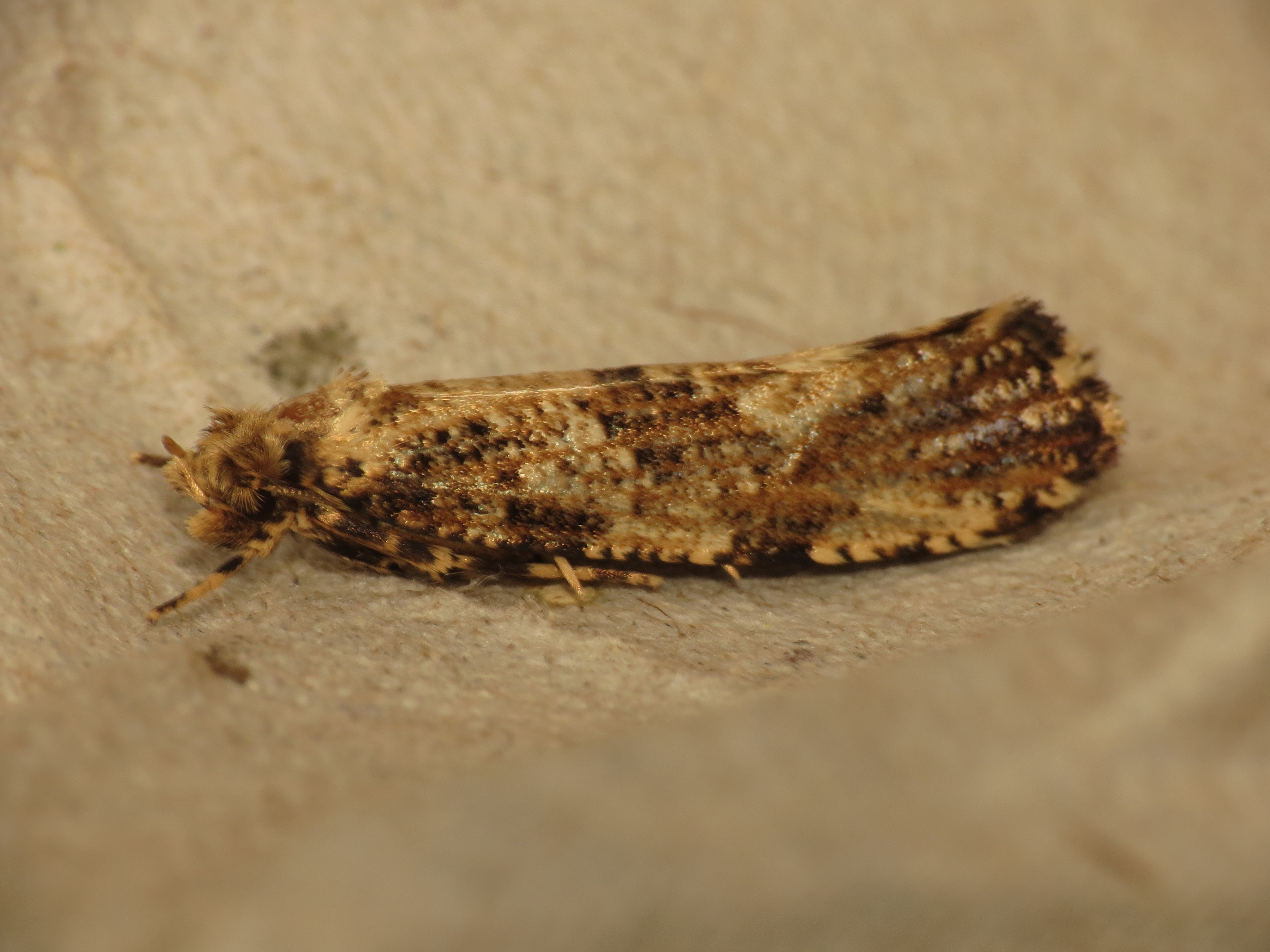
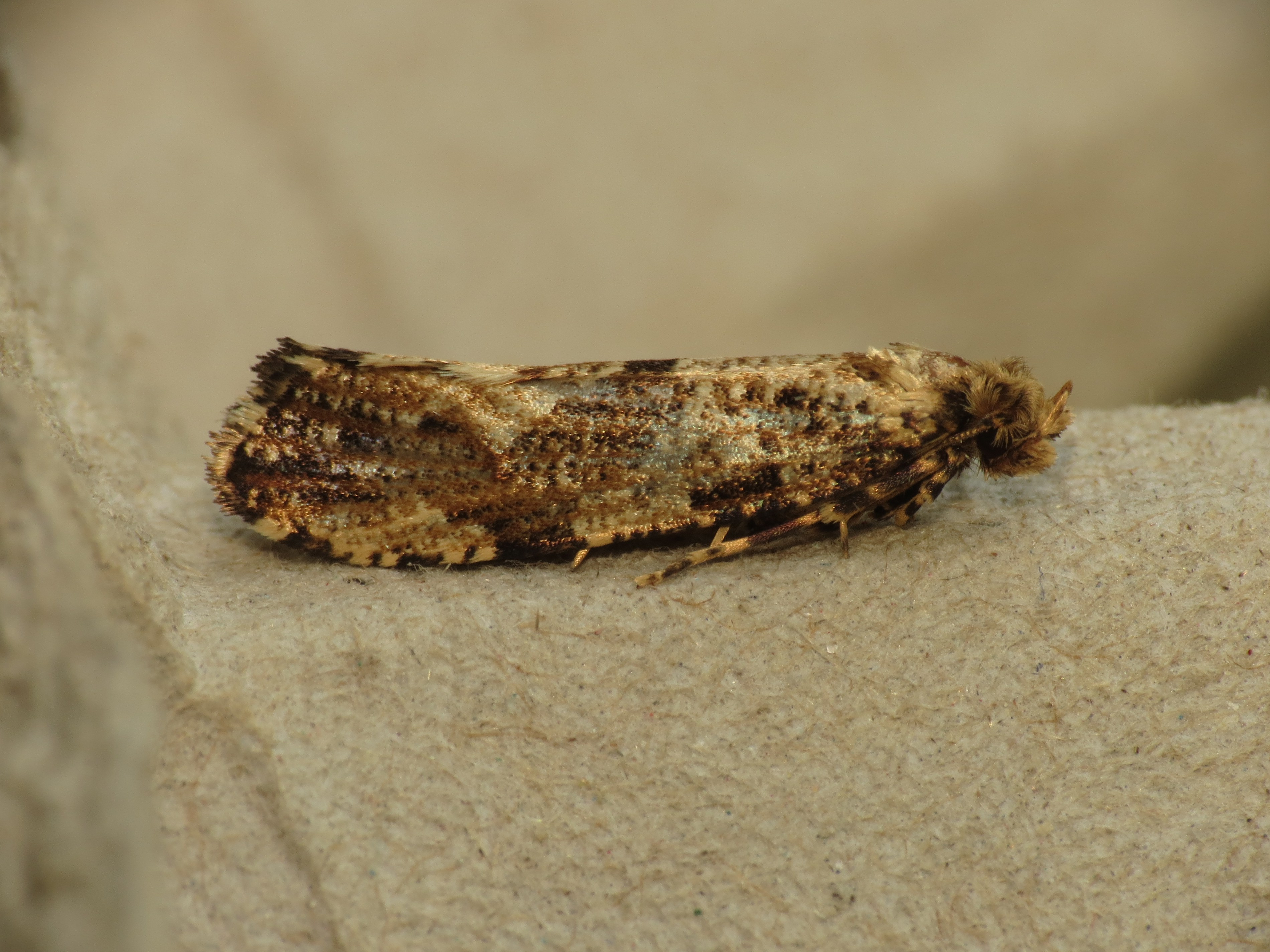